# Ingeborg Kummerow
Ingeborg Kummerow, née le 23 août 1912 à Neurahlstedt et morte le 5 août 1943 à la prison de Berlin-Plötzensee, est une résistante allemande au nazisme. Elle est l'épouse de Hansheinrich Kummerow, également exécuté.

## Biographie
Ingeborg Mathilde Dolores Kummerow est la fille de l'homme d'affaires Conrad Martin Adolf Picker et de son épouse Mathilde Sophie Mariane Louise Picker, née Schnitter. Le 24 octobre 1936, elle épouse l'ingénieur Hans Heinrich Kummerow.
Après que Hansheinrich Kummerow ait été arrêté par la Gestapo en novembre 1942, dans le cadre de la lutte du pouvoir nazi contre l'Orchestre rouge, elle est emprisonnée début décembre. Le 27 janvier 1943, le Reichskriegsgericht la condamne à mort pour avoir aidé et encouragé l'« espionnage ». Le 21 juillet, Adolf Hitler rejette une demande de grâce d'Ingeborg Kummerow, ainsi que toutes celles présentées par 16 autres membres de l'Orchestre rouge ; aucun motif n'est donné à ce refus. Les condamnés sont également déchus de leurs droits civils. Le 5 août 1943, elle est guillotinée avec 15 autres condamnés à la prison de Plötzensee. Elle laisse derrière elle deux jeunes enfants, Steffen et Thomas. Les familles des exécutés n'ont pas le droit de récupérer leurs dépouilles qui sont remises au département d'anatomie de l'université de Berlin.

## Hommages
- Le 27 mars 2015, une Stolperstein est déposée devant son ancien domicile à Berlin-Nikolassee, Spanische Allee 166. L'année du décès qui y est indiquée, 5 août 1944, est erronée, il s'agit de l'année 1943.